# صلاح عبد الله
صلاح عبد الله (مواليد 25 يناير 1955) هو ممثل مصري، شارك في العديد من الأفلام والمسلسلات، واشتهر بأدواره المساعدة التي تركت بصمة واضحة لدى الجمهور. بدأ مسيرته الفنية من بوابة الكوميديا، قبل أن يلفت الأنظار بأدائه المتميز في الأدوار التراجيدية. وفي عام 2020، جرى تكريمه عن مجمل أعماله خلال الدورة السادسة والثلاثين من مهرجان الإسكندرية السينمائي لدول البحر المتوسط.

## النشأة
وُلد صلاح عبد الله في 25 يناير 1955 في حي بولاق أبو العلا بمدينة القاهرة، حيث قضى سنواته الست الأولى، قبل أن ينتقل مع أسرته وهو في السابعة من عمره إلى حي بولاق الدكرور، الذي ظل مرتبطًا به وجدانًا وذاكرة، وعبّر عن ذلك بقوله: «عشت أكثر من نصف عمري الأول ما بين بولاق أول وبولاق ثان، وهذا الذي كان وراح، واللي فات، والبركة في اللي آت.»
لم تكن طفولته توحي بتوجه نحو التمثيل، بل انشغل بكتابة الشعر السياسي، وبرز نشاطه في المجال الطلابي حتى أصبح أمين شباب حي بولاق الدكرور والدقي. وعندما التحق بكلية التجارة، جذبه عالم المسرح من خلال فرقة الجامعة، فقرر تأسيس فرقة مسرحية للهواة باسم «تحالف قوى الشعب العامل»، جمعت بين طلاب وعمال وحرفيين، وقدّمت عروضًا لافتة لكبار الكتّاب مثل سعد الدين وهبة وألفريد فرج.

## مسيرته الفنية
تجربة صلاح عبد الله مع المسرح الجامعي شكلت نقطة التحول في مساره، إذ دفعه الشغف بالفن لترك السياسة تدريجيًا، خاصة بعد نجاحه في كتابة الأشعار والمشاركة بأدوار صغيرة في عدد من المسرحيات، أبرزها «العسكري الأخضر» مع الفنان سيد زيان. ويعود الفضل في اكتشافه، كما يذكر، للمخرج شاكر عبد اللطيف الذي قدّمه في مسرحية «رابعة العدوية»، ثم رشحه للانضمام إلى فرقة «استوديو 80» التي أسسها محمد صبحي ولينين الرملي، ليبدأ مشواره الفني بأعمال مثل «المهزوز» و«إنت حر».
ورغم أن الكوميديا تجري في عروق صلاح عبد الله، وتمثل جزءًا من طبيعته الإنسانية، فإن جماهيرية هذا الفنان لم تنحصر في الأدوار الضاحكة، بل امتدت إلى التراجيديا التي أبدع فيها لاحقًا. جاءت انطلاقته التلفزيونية الحقيقية من خلال مشاركته في مسلسل «سنبل بعد المليون» (1987) بدعوة من الفنان محمد صبحي، حيث لفت الأنظار بأسلوبه العفوي وحسّه الكوميدي المميز. توالت بعدها مشاركاته في الدراما، وكان أبرزها دوره في مسلسل «ذئاب الجبل» الذي مزج فيه ببراعة بين الكوميديا والتراجيديا.
أما على صعيد السينما، فقد كانت بداياته متواضعة من حيث حجم الأدوار، إلا أنها مثّلت خطوات ثابتة، من بينها أفلام مثل «يا مهلبية يا» و«كرسي في الكلوب». ومع الوقت، توثقت علاقته بالشاشة الكبيرة، فشارك في أعمال مؤثرة مثل «الرغبة»، و«مواطن ومخبر وحرامي»، و«دم الغزال»، و«الرهينة»، و«الشبح»، الذي قدم فيه دور الشرير بإتقان نال إعجاب النقاد. وقد وصف النقاد أداءه في فيلم «مواطن ومخبر وحرامي» بأنه الأهم في مسيرته، ونال عنه جوائز مثل جائزة جمعية الفيلم لأفضل ممثل دور أول وجائزة المهرجان القومي للسينما.
على الرغم من قدراته التمثيلية اللافتة، لم يكن صلاح عبد الله حريصًا على تحقيق البطولة المطلقة، إذ رأى أن الأمر يتطلب قصة مناسبة ومنتجًا جريئًا، مؤكدًا أن معيار قبوله للأدوار بات قائمًا على الجودة لا الكمية. كما شارك في دبلجة أفلام الكرتون، وكان صوته في شخصية «ماطِن» في فيلم «السيارات – الجزء الأول» محبوبًا لدى جمهور الأطفال.
يتميّز أداؤه على المسرح بخروجه الذكي عن النص دون إسفاف، مؤمنًا بأن الممثل المحترف قادر على خلق لحظة حية دون أن يخل بالسياق الدرامي، قائلاً: «الخروج عن النص ليس خروجًا عن الأدب، بل عن القلب».

## أعماله

### المسلسلات
- ذئاب الجبل (1992)
- شيكورونة (1999)
- ريا وسكينة (2005)
- حدائق الشيطان (2006)
- سوق الخضار (2006)
- سكة الهلالي (2006)
- الدالي (2007-2008)
- الملك فاروق (2007)
- ناصر (2008)
- أحلامك أوامر (2008)
- قمر 14 (2008)
- ليالي (2009)
- أبو ضحكة جنان (2009)
- الأدهم (2009)
- سنبل بعد المليون
- الجماعة (2010)
- الحارة (2010)
- وأنت عامل ايه
- إسماعيل ياسين (2009)
- ابـو العــلا (90)
- الريان (2011)
- فرح العمدة (2012)
- زي الورد (2012)
- الرجل العناب (2013)
- الوالدة باشا (2013)
- حكاية حياة (2013)
- المسحراتي (2014)
- العملية ميسي (2014)
- الإكسلانس (2014)
- ساحرة الجنوب (2015)
- ظرف أسود (2015)
- أبو البنات (2016)
- وضع أمني (2017)
- عوالم خفية (2018)
- قيد عائلي (2019)
- هوجان (2019)
- اتنين في الصندوق (2020)
- خط ساخن)2020)
- الحرامي (2020)
- شقة ستة (2021)
- إيجار قديم (2022)

### أفلام
- عالماشي
- الإسكندراني
- دولارات دولارات
- صندوق الدنيا
- الثمن
- شاومينج
- بابا
- المصلحة
- الثلاثة يشتغلونها
- الرهينة.... د. مكرم سحاب
- 131 أشغال.... رفعت/جي آر
- فلم هندي
- حلم عزيز
- 365 يوم سعادة
- كباريه فؤاد حامد
- الشبح عبد الصمد
- مسجون ترانزيت
- مواطن ومخبر وحرامي
- الزمهلوية
- الدادة دودي
- حمادة يلعب
- مقلب حرامية
- العيال هربت أبو عزة
- دم الغزال عبد الستار
- عسكر في المعسكر
- السيد أبو العربي وصل.... معاطي
- كلاشنكوف
- حنحب ونقب
- خلطبيطة
- الفرقة 16 إجرام
- علي سبايسي
- المنسي
- الهروب
- درس خصوصي
- الرغبة
- قشطة يابا
- كرسي في الكلوب
- مندور وعزيزة
- كونشرتو في درب سعادة
- الصاغة
- السلاحف
- كتيبة الإعدام
- الغاضبون
- صمت الخرفان
- زيارة السيد الرئيس
- أجدع ناس
- كريستال
- يا مهلبية يا
- جنان في جنان.... قاسم زوج عمة سامح
- قلب الليل
- الرجل الذي عطس.... زين العابدين
- جواز عالموضة

### في المسرح
- حمري جمري
- حودة كرامة
- البحث عن وظيفة.... زيادة الناقص
- الهمجي
- خد الفلوس واجري.
- فيما يبدو سرقوا عبده
- قديمة العب غيرها
- امشي عدل
- عصفور ودبور
- حارة الضحك

## وصلات خارجية
- صلاح عبد الله على موقع IMDb (الإنجليزية)
- صلاح عبد الله على موقع قاعدة بيانات الأفلام العربية
- صلاح عبد الله على موقع ألو سيني (الفرنسية)
- صلاح عبد الله على موقع أول موفي (الإنجليزية)
- صلاح عبد الله على موقع قاعدة بيانات الفيلم (الإنجليزية)
- صلاح عبد الله على موقع كينوبويسك (الروسية)